# Beacon (álbum)
Beacon es el segundo álbum de estudio de la banda norirlandesa de indie rock, Two Door Cinema Club. Fue lanzado el 3 de septiembre de 2012 en el Reino Unido y el 4 de septiembre en Estados Unidos y Canadá. El álbum fue grabado en Los Ángeles en los estudios de Jacknife Lee, en el que también hizo las veces de productor. El álbum fue precedido por su primer sencillo "Sleep Alone", lanzado el 20 de julio de 2012.

## Recepción y Crítica
Beacon ha recibido críticas mixtas por parte de los especialistas. Megan Farokhmanesh de Paste calificó al álbum con 8.3 de 10, escribiendo que “Beacon no es un paso adelante de Tourist History, si no un igual. La banda regresa con tonos que funcionan como música de fondo o ritmos bailables. Hay muy poca progresión o cambio en su sonido, lo cual no necesariamente es algo malo.” Katherine Rodgers de NME mencionó que el disco “contiene ráfagas de cambios discordantes, estilo M83, y aunque no se aleja de sus característicos riffs de guitarra y coros infecciosos, está confeccionado con adornos New Order-istas”, aunque anota que es “indudablemente un lanzamiento más sofisticado que Tourist History- incluso si, en partes, se siente confundido temáticamente.” The Irish Times Lauren Murphy opinó que Beacon “puede no ser tan instantáneamente gratificante como Tourist History, pero con la guía del productor Jacknife Lee, la banda ha alcanzado más profundidad lírica y lanzado algunas canciones fantásticas. Mucho de Beacon es innegablemente Two Door Cinema Club; en otros puntos, suena como si fuera un disco de otra banda. Sin importar el modo que lo mires, es progreso.” En una revisión para el Evening Standard, Rick Pearson comentó que en Beacon, la banda “comparte el gusto de Snow Patrol por una gran imagen y un mejor sonido pero son en conjunto más ligeros, de ahí salen 'Someday' cargada de percusiones y la casi africanizada guitarra que sustenta 'The World Is Watching' [...]. Como un álbum innovador, Beacon no puede ser más evidente.” Davey Boy de Sputnikmusic denominó Beacon “un disco sabio y predecible en todos los sentidos adecuados”, así como “un LP más nivelado, consistente y cohesivo que Tourist History, incluso si no alcanza su misma popularidad.”
El editor de AllMusic Heather Phares le otorgó al álbum tres de cinco estrellas mencionando que “mucha de la energía que hizo a Tourist History tan atractivo no se encuentra en Beacon”, concluyendo que “no hay nada abiertamente malo en Beacon; muestra que Two Door Cinema Club aún tiene notable habilidad para crear melodías pegajosas y conjuntos con ritmos cinéticos. Tan solo no tiene el brillo que Tourist History tuvo, aún tratándose de un álbum mejor logrado en general.” Dave Simpson de The Guardian expresó,“'Next Year' hace a un lado las armonías de Beach Boys/Beatles, no se separan mucho de aquello que los hizo exitosos: canciones amigables para el radio con intrincadas secciones pegajosas que bien podrían ser utilizadas en comerciales." Martin Headon de musicOMH consideró Beacon como “otro álbum competente de tonos indie-pop” y estableció que “no se debería subestimar el don de Trimble para escribir canciones”, pero finalmente encontró que “para todas sus fortalezas resulta, en última instancia, insatisfactorio de escuchar. Con solo una canción sobresaliente, un manojo de rellenos, y poca innovación o progreso, apesta a rendimientos decrecientes de principio a fin.” Aoife Ryan de State Magazine exclamó que “aunque Jacknife Lee seguro hará del álbum algo rentable, aún se siente hecho al azar con muchos de los errores del primer disco repetidos [...] La peor parte es que está formulado con letras empalagosas pero en ocasiones da la impresión que [la banda] tiene mucho para dar.” Continua Ryan, “Pasa, sin embargo, Beacon falla en ofrecer una nueva percepción de Two Door Cinema Club. Una oportunidad desperdiciada.” Paul Mardles de The Observer le dio al disco dos de 5 estrellas y argumento que “aunque [Beacon] se nota pulido, gracias sin duda al productor de U2 Jacknife Lee, no hay nada que haga a Two Door Cinema Club sobresalir de entre muchas otras bandas disco-indie”, añadiendo que aparte de "Sun", Beacon es “prosaico y frenético, sus sintetizadores incansables y riffs nerviosos no ocultan la escasez de ideas del grupo."

## Lista de canciones
Todas las canciones escritas y compuestas por Alex Trimble, Sam Halliday y Kevin Baird. 
| N.º | Título                                  | Duración |  |
| 1.  | «Next Year»                             | 4:11     |  |
| 2.  | «Handshake»                             | 3:31     |  |
| 3.  | «Wake Up»                               | 3:45     |  |
| 4.  | «Sun»                                   | 3:07     |  |
| 5.  | «Someday»                               | 3:43     |  |
| 6.  | «Sleep Alone»                           | 3:56     |  |
| 7.  | «The World Is Watching» (con Valentina) | 3:36     |  |
| 8.  | «Settle»                                | 3:52     |  |
| 9.  | «Spring»                                | 3:24     |  |
| 10. | «Pyramid»                               | 3:09     |  |
| 11. | «Beacon»                                | 3:24     |  |
| 12. | «Sleep Alone (Giraffage Remix)»         | 3:37     |  |
| 13. | «Sleep Alone (Poindexter Remix)»        | 4:56     |  |

| iTunes bonus track |                    |          |  |
| N.º                | Título             | Duración |  |
| 14.                | «Remember My Name» |          |  |

| Edición especial – Grabado en vivo en Brixton Academy el 25 de febrero de 2012 |                                  |          |  |
| N.º                                                                            | Título                           | Duración |  |
| 1.                                                                             | «Cigarettes in the Theatre»      | 5:05     |  |
| 2.                                                                             | «Undercover Martyn»              | 3:04     |  |
| 3.                                                                             | «Do You Want It All?»            | 3:49     |  |
| 4.                                                                             | «This Is the Life»               | 3:19     |  |
| 5.                                                                             | «Something Good Can Work»        | 3:10     |  |
| 6.                                                                             | «Handshake»                      | 4:05     |  |
| 7.                                                                             | «Costume Party»                  | 3:40     |  |
| 8.                                                                             | «You Are Not Stubborn»           | 3:26     |  |
| 9.                                                                             | «Settle»                         | 3:59     |  |
| 10.                                                                            | «Eat That Up, It's Good for You» | 4:12     |  |
| 11.                                                                            | «What You Know»                  | 4:36     |  |
| 12.                                                                            | «Sleep Alone»                    | 3:55     |  |
| 13.                                                                            | «Come Back Home»                 | 4:18     |  |
| 14.                                                                            | «I Can Talk»                     | 3:37     |  |

## Créditos
- Alex Trimble – voz principal, guitarra eléctrica, sintetizadores, piano.[14]
- Kevin Baird – bajo, voz.
- Sam Halliday – guitarra eléctrica, voz.
- Benjamin Thompson – batería
- Jacknife Lee - productor
- Eric Gorfain - orquestación (pistas 2, 4, 7, 8, 9, 10)
- Robin Schmidt – masterización
- Mike Crossey – mezclador
- Alex Trimble, Jacknife Lee – programación
- Sam Bell, Jacknife Lee, Matt Bishop – grabación
- Damien Ropero – fotografía
- Megaforce – arte de tapa
- Grabado en Jacknife Lee's Studio y Red Light Studios

## Historial de lanzamientos
| País           | Fecha                   | Discográfica      |
| -------------- | ----------------------- | ----------------- |
| Alemania       | 31 de agosto de 2012    | Cooperative Music |
| Irlanda        | 31 de agosto de 2012    | Kitsuné           |
| Japón          | 2 de septiembre de 2012 | Kitsuné, Traffic  |
| Reino Unido    | 3 de septiembre de 2012 | Kitsuné           |
| Canadá         | 4 de septiembre de 2012 | Glassnote Records |
| Estados Unidos | 4 de septiembre de 2012 | Glassnote Records |
| España         | 4 de septiembre de 2012 | Kitsuné           |